# Джуз
Джуз (араб. جُزْءْ, juzʼ; мн.: أَجْزَاءْ, ajzāʼ — досл. «частина») — одна з тридцяти частин різної довжини, на які поділено Коран.
Поділ на частини жодним чином не стосується значень Корану і кожен може читати з будь-якого його місця. У Середньовіччі, коли для більшості мусульман було надто дорого купувати рукописи, копії Корану зберігалися в мечетях і були доступними для людей; ці копії часто мали форму серії з тридцяти частин. Деякі використовують ці поділки, щоб полегшити читання Корану протягом місяця, наприклад, під час ісламського місяця Рамадан.

## Поділ

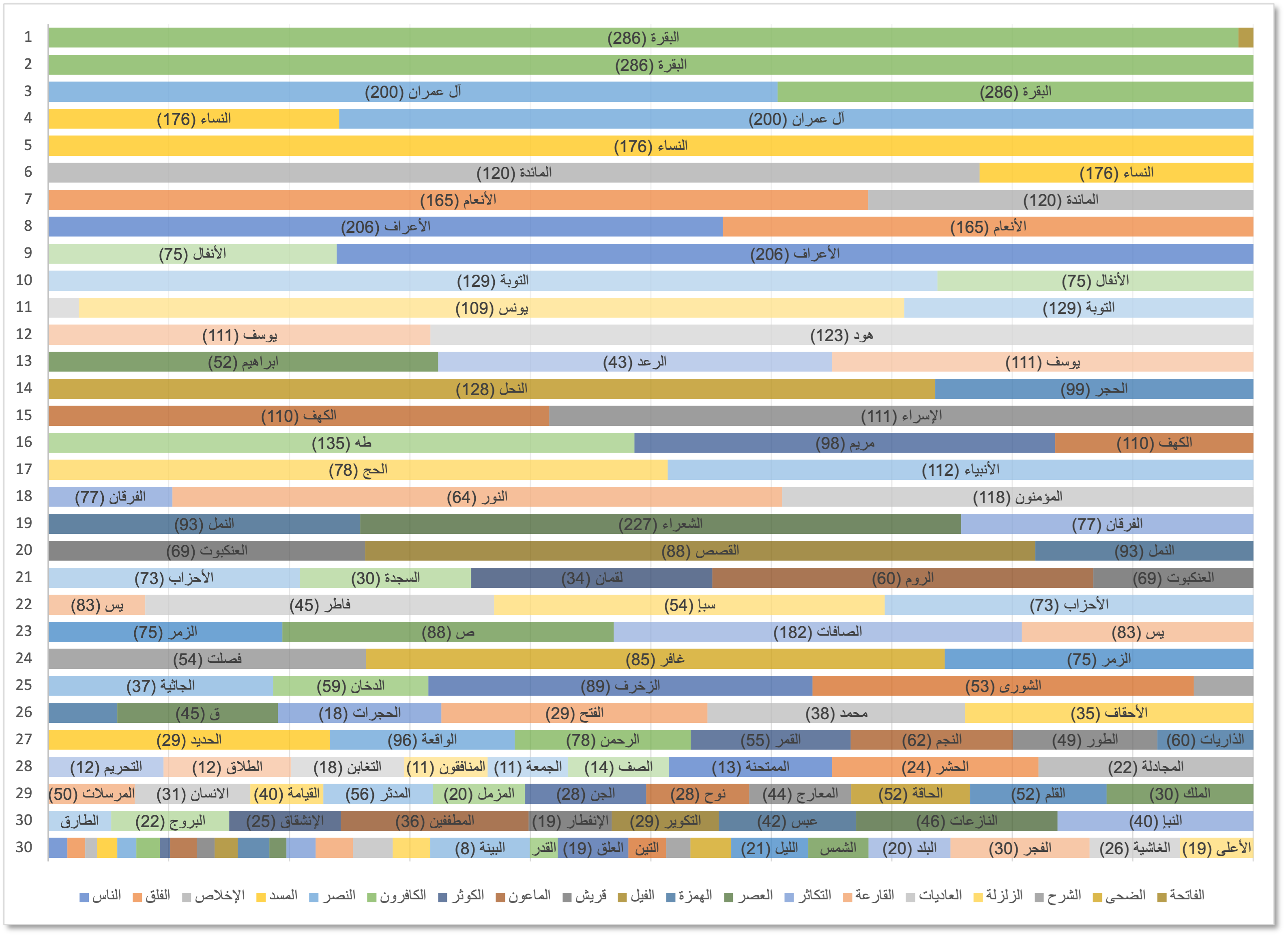
Розподіл сур за джуз, при цьому довжина смуги, що відповідає сурі, пропорційна кількості літер сур у джуз, поділеному на загальну кількість літер у ньому.

Більшість джуз названо за першим словом першого їх аяту. А кожен джуз розділений на дві частини «хізб» (досл. «дві групи» мн.: aḥzāb), відповідно, в Корані 60 хізб. Кожен з них ділиться ще на чотири чверті, які називаються «макра» (досл. «читання»), що становить вісім чвертей від джуз. У Корані є 240 макри відповідно. Вони часто використовується як практичні розділи для повторення під час вивчення Корану. Джуз, який найчастіше запам’ятовується, — це Амма, 30-й джуз, який містить сури з 78 по 114, які є найкоротші в Корані.

## Список
| Джуз | Джуз                             | Джуз                             | Джуз                                                   | Хізб (½ частина) | Сури (від і до)                         |
| №    | Назва (аят, з якого починається) | Назва (аят, з якого починається) | Назва (аят, з якого починається)                       | Хізб (½ частина) | Сури (від і до)                         |
| №    | Арабською                        | Транслітерація                   | Переклад                                               | Хізб (½ частина) | Сури (від і до)                         |
| ---- | -------------------------------- | -------------------------------- | ------------------------------------------------------ | ---------------- | --------------------------------------- |
| 1    | (آلم (آ-ل-م                      | Alīf-Lām-Mīm                     | «Аліф. Лам. Мім»                                       | 1                | Аль-Фатіха (1:1) — Аль-Бакара (2:74)    |
| 1    | (آلم (آ-ل-م                      | Alīf-Lām-Mīm                     | «Аліф. Лам. Мім»                                       | 2                | Аль-Бакара (2:75) — Аль-Бакара (2:141)  |
| 2    | سَيَقُولُ                            | Sayaqūlu                         | «Нерозумні люди скажуть»                               | 3                | Аль-Бакара (2:142) — Аль-Бакара (2:202) |
| 2    | سَيَقُولُ                            | Sayaqūlu                         | «Нерозумні люди скажуть»                               | 4                | Аль-Бакара (2:203) — Аль-Бакара (2:252) |
| 3    | تِلْكَ ٱلْرُّسُلُ                        | Tilka ’r-Rusulu                  | «Такими є посланці»                                    | 5                | Аль-Бакара (2:253) — Аль-Імран (3:14)   |
| 3    | تِلْكَ ٱلْرُّسُلُ                        | Tilka ’r-Rusulu                  | «Такими є посланці»                                    | 6                | Аль-Імран (3:15) — Аль-Імран (3:92)     |
| 4    | لن تنالوا                        | Lan Tana Lu                      | «Ви не досягнете»                                      | 7                | Аль-Імран (3:93) — Аль-Імран (3:170)    |
| 4    | لن تنالوا                        | Lan Tana Lu                      | «Ви не досягнете»                                      | 8                | Аль-Імран (3:171) — Ан-Ніса (4:23)      |
| 5    | وَٱلْمُحْصَنَاتُ                        | Wa’l-muḥṣanātu                   | «Заборонені вам також заміжні жінки»                   | 9                | Ан-Ніса (4:24) — Ан-Ніса (4:87)         |
| 5    | وَٱلْمُحْصَنَاتُ                        | Wa’l-muḥṣanātu                   | «Заборонені вам також заміжні жінки»                   | 10               | Ан-Ніса (4:88) — Ан-Ніса (4:147)        |
| 6    | لَا يُحِبُّ ٱللهُ                      | Lā yuḥibbu-’llāhu                | «Аллаг не любить»                                      | 11               | Ан-Ніса (4:148) — Аль-Маїда (5:26)      |
| 6    | لَا يُحِبُّ ٱللهُ                      | Lā yuḥibbu-’llāhu                | «Аллаг не любить»                                      | 12               | Аль-Маїда (5:27) — Аль-Маїда (5:82)     |
| 7    | وَإِذَا سَمِعُوا                       | Wa ’Idha Samiʿū                  | «І коли чують вони»                                    | 13               | Аль-Маїда (5:83) — Аль-Анам (6:35)      |
| 7    | وَإِذَا سَمِعُوا                       | Wa ’Idha Samiʿū                  | «І коли чують вони»                                    | 14               | Аль-Анам (6:36) — Аль-Анам (6:110)      |
| 8    | وَلَوْ أَنَّنَا                         | Wa-law annanā                    | «Якби Ми навіть»                                       | 15               | Аль-Анам (6:111) — Аль-Анам (6:165)     |
| 8    | وَلَوْ أَنَّنَا                         | Wa-law annanā                    | «Якби Ми навіть»                                       | 16               | Аль-Араф (7:1) — Аль-Араф (7:87)        |
| 9    | قَالَ ٱلْمَلَأُ                        | Qāla ’l-mala’u                   | «І сказала зверхня»                                    | 17               | Аль-Араф (7:88) — Аль-Араф (7:170)      |
| 9    | قَالَ ٱلْمَلَأُ                        | Qāla ’l-mala’u                   | «І сказала зверхня»                                    | 18               | Аль-Араф (7:171) — Аль-Анфаль (8:40)    |
| 10   | وَٱعْلَمُواْ                          | Wa-’aʿlamū                       | «Знайте»                                               | 19               | Аль-Анфаль (8:41) — Ат-Тауба (9:33)     |
| 10   | وَٱعْلَمُواْ                          | Wa-’aʿlamū                       | «Знайте»                                               | 20               | Ат-Тауба (9:34) — Ат-Тауба (9:93)       |
| 11   | يَعْتَذِرُونَ                          | Yaʿtazerūn                       | «Вони шукатимуть виправдань»                           | 21               | Ат-Тауба (9:94) — Юнус (10:25)          |
| 11   | يَعْتَذِرُونَ                          | Yaʿtazerūn                       | «Вони шукатимуть виправдань»                           | 22               | Юнус (10:26) — Гуд (11:5)               |
| 12   | وَمَا مِنْ دَآبَّةٍ                      | Wa mā min dābbatin               | «Немає на землі живої істоти»                          | 23               | Гуд (11:6) — Гуд (11:83)                |
| 12   | وَمَا مِنْ دَآبَّةٍ                      | Wa mā min dābbatin               | «Немає на землі живої істоти»                          | 24               | Гуд (11:84) — Юсуф (12:52)              |
| 13   | وَمَا أُبَرِّئُ                         | Wa mā ubarri’u                   | «Я не виправдовую себе»                                | 25               | Юсуф (12:53) — Ар-Рад (13:18)           |
| 13   | وَمَا أُبَرِّئُ                         | Wa mā ubarri’u                   | «Я не виправдовую себе»                                | 26               | Ар-Рад (13:19) — Ібрагім (14:52)        |
| 14   | رُبَمَا                             | Alīf-Lām-Rā’ Rubamā              | «Аліф. Лям. Ра»                                        | 27               | Аль-Хіджр (15:1) — Ан-Нахль (16:50)     |
| 14   | رُبَمَا                             | Alīf-Lām-Rā’ Rubamā              | «Аліф. Лям. Ра»                                        | 28               | Ан-Нахль (16:51) — Ан-Нахль (16:128)    |
| 15   | سُبْحَانَ ٱلَّذِى                       | Subḥāna ’lladhī                  | «Слава Тому»                                           | 29               | Аль-Ісра (17:1) — Аль-Ісра (17:98)      |
| 15   | سُبْحَانَ ٱلَّذِى                       | Subḥāna ’lladhī                  | «Слава Тому»                                           | 30               | Аль-Ісра (17:99) — Аль-Кагф (18:74)     |
| 16   | قَالَ أَلَمْ                          | Qāla ’alam                       | «Той відповів»                                         | 31               | Аль-Кагф (18:75) — Мар'ям (19:98)       |
| 16   | قَالَ أَلَمْ                          | Qāla ’alam                       | «Той відповів»                                         | 32               | Та Га (20:1) — Та Га (20:135)           |
| 17   | ٱقْتَرَبَ لِلْنَّاسِ                      | Iqtaraba li’n-nāsi               | «Наблизився до людей час відплати»                     | 33               | Аль-Анбія (21:1) — Аль-Анбія (21:112)   |
| 17   | ٱقْتَرَبَ لِلْنَّاسِ                      | Iqtaraba li’n-nāsi               | «Наблизився до людей час відплати»                     | 34               | ِАль-Хадж (22:1) — Аль-Хадж (22:78)      |
| 18   | قَدْ أَفْلَحَ                          | Qad ’aflaḥa                      | «Досягають успіху віруючі»                             | 35               | Аль-Мумінун (23:1) — Ан-Нур (24:20)     |
| 18   | قَدْ أَفْلَحَ                          | Qad ’aflaḥa                      | «Досягають успіху віруючі»                             | 36               | Ан-Нур (24:21) — Аль-Фуркан (25:20)     |
| 19   | وَقَالَ ٱلَّذِينَ                       | Wa-qāla ’lladhīna                | «Ті, які не сподіваються на зустріч із Нами, говорять» | 37               | Аль-Фуркан (25:21) — Аш-Шуара (26:110)  |
| 19   | وَقَالَ ٱلَّذِينَ                       | Wa-qāla ’lladhīna                | «Ті, які не сподіваються на зустріч із Нами, говорять» | 38               | Аш-Шуара (26:111) — Ан-Намль (27:59)    |
| 20   | أَمَّنْ خَلَقَ                          | ’A’man Khalaqa                   | «Хто створив»                                          | 39               | Ан-Намль (27:60) — Аль-Касас (28:50)    |
| 20   | أَمَّنْ خَلَقَ                          | ’A’man Khalaqa                   | «Хто створив»                                          | 40               | Аль-Касас (28:51) — Аль-Анкабут (29:44) |
| 21   | أُتْلُ مَاأُوْحِیَ                       | Otlu ma oohiya                   | «Читай те, що було відкрито тобі»                      | 41               | Аль-Анкабут (29:45) — Лукман (31:21)    |
| 21   | أُتْلُ مَاأُوْحِیَ                       | Otlu ma oohiya                   | «Читай те, що було відкрито тобі»                      | 42               | Лукман (31:22) — Аль-Ахзаб (33:30)      |
| 22   | وَمَنْ يَّقْنُتْ                         | Wa-man yaqnut                    | «А тій із вас, яка буде покірна»                       | 43               | Аль-Ахзаб (33:31) — Саба (34:23)        |
| 22   | وَمَنْ يَّقْنُتْ                         | Wa-man yaqnut                    | «А тій із вас, яка буде покірна»                       | 44               | Саба (34:24) — Я Сін (36:21)            |
| 23   | وَمَآ لي                           | Wa-Mali                          | «Чого б мені»                                          | 45               | Я Сін (36:22) — Ас-Саффат (37:144)      |
| 23   | وَمَآ لي                           | Wa-Mali                          | «Чого б мені»                                          | 46               | Ас-Саффат (37:145) — Аз-Зумар (39:31)   |
| 24   | فَمَنْ أَظْلَمُ                         | Fa-man ’aẓlamu                   | «Хто ж несправедливіший»                               | 47               | Аз-Зумар (39:32) — Гафір (40:40)        |
| 24   | فَمَنْ أَظْلَمُ                         | Fa-man ’aẓlamu                   | «Хто ж несправедливіший»                               | 48               | Гафір (40:41) — Фуссілат (41:46)        |
| 25   | إِلَيْهِ يُرَدُّ                         | Ilayhi yuraddu                   | «Йому належить»                                        | 49               | Фуссілат (41:47) — Аз-Зухруф (43:23)    |
| 25   | إِلَيْهِ يُرَدُّ                         | Ilayhi yuraddu                   | «Йому належить»                                        | 50               | Аз-Зухруф (43:24) — Аль-Джасійя (45:37) |
| 26   | حم                               | Ḥā’ Mīm                          | «Ха. Мім»                                              | 51               | Аль-Ахкаф (46:1) — Аль-Фатх (48:17)     |
| 26   | حم                               | Ḥā’ Mīm                          | «Ха. Мім»                                              | 52               | Аль-Фатх (48:18) — Аз-Заріят (51:30)    |
| 27   | قَالَ فَمَا خَطْبُكُم                    | Qāla fa-mā khaṭbukum             | «[Ібрагім] запитав: „Чого ж ви хотіли, о посланці?“»   | 53               | Аз-Заріят (51:31) — Аль-Камар (54:55)   |
| 27   | قَالَ فَمَا خَطْبُكُم                    | Qāla fa-mā khaṭbukum             | «[Ібрагім] запитав: „Чого ж ви хотіли, о посланці?“»   | 54               | Ар-Рахман (55:1) — Аль-Хадід (57:29)    |
| 28   | قَدْ سَمِعَ ٱللهُ                      | Qad samiʿa ’llāhu                | «Аллаг почув»                                          | 55               | Аль-Муджаділя (58:1) — Ас-Сафф (61:14)  |
| 28   | قَدْ سَمِعَ ٱللهُ                      | Qad samiʿa ’llāhu                | «Аллаг почув»                                          | 56               | Аль-Джумуа (62:1) — Ат-Тахрім (66:12)   |
| 29   | تَبَارَكَ ٱلَّذِى                       | Tabāraka ’lladhī                 | «Благословенний Той»                                   | 57               | Аль-Мульк (67:1) — Нух (71:28)          |
| 29   | تَبَارَكَ ٱلَّذِى                       | Tabāraka ’lladhī                 | «Благословенний Той»                                   | 58               | Аль-Джинн (72:1) — Аль-Мурсалят (77:50) |
| 30   | عَمَّ                               | ‘Amma                            | «Про що»                                               | 59               | Ан-Наба (78:1) — Ат-Тарік (86:17)       |
| 30   | عَمَّ                               | ‘Amma                            | «Про що»                                               | 60               | Аль-Аля (87:1) — Ан-Нас (114:6)         |